# Список кавалеров ордена «За заслуги перед Отечеством» за 1997 год

## Кавалеры ордена I степени
1. 23 сентября 1997 года, № 1056 — Ширак, Жак — Президент Французской Республики[1]

## Кавалеры ордена II степени
1. 17 января 1997 года, № 7 — Шаймиев, Минтимер Шарипович — Президент Республики Татарстан
2. 20 февраля 1997 года, № 111 — Строев, Егор Семёнович — Председатель Совета Федерации Федерального собрания Российской Федерации
3. 25 марта 1997 года, № 263 — Ростропович, Мстислав Леопольдович — музыкант, почетный президент Ассоциации исполнительского искусства «Русская исполнительская школа»
4. 11 сентября 1997 года, № 1003 — Алексий II (Ридигер Алексей Михайлович), Патриарх Московский и Всея Руси
5. 9 октября 1997 года, № 1108 — Тяжлов, Анатолий Степанович — губернатор Московской области
6. 6 ноября 1997 года, № 1154 — Селезнёв, Геннадий Николаевич — Председатель Государственной думы Федерального собрания Российской Федерации
7. 13 декабря 1997 года, № 1280 — Басов, Николай Геннадиевич — академик, советник Российской академии наук, директор отделения квантовой радиофизики Физического института имени П. Н. Лебедева

## Кавалеры ордена III степени
1. 15 января 1997 года, № 6 — Лебедев, Евгений Алексеевич — артист Российского академического Большого драматического театра имени Г. А. Товстоногова, город Санкт-Петербург
2. 15 января 1997 года, № 6 — Морозов, Виталий Георгиевич — министр правительства Москвы, руководитель департамента продовольственных ресурсов
3. 15 января 1997 года, № 6 — Яковлев, Вениамин Фёдорович — Председатель Высшего Арбитражного Суда Российской Федерации
4. 23 января 1997 года, № 38 — Покровский, Борис Александрович — художественный руководитель и главный режиссёр Московского камерного музыкального театра
5. 6 февраля 1997 года, № 85 — Рочегов, Александр Григорьевич — президент Российской академии архитектуры и строительных наук
6. 6 марта 1997 года, № 187 — генерал-майор Терешкова, Валентина Владимировна — инструктор-космонавт-испытатель отряда космонавтов Центра подготовки космонавтов имени Ю. А. Гагарина, руководитель Федерального государственного учреждения «Российский центр международного научного и культурного сотрудничества» при Правительстве Российской Федерации
7. 12 марта 1997 года, № 216 — Кугультинов, Давид Никитич — поэт, Республика Калмыкия
8. 12 марта 1997 года, № 218 — Совмен, Хазрет Меджидович — президент, председатель совета директоров акционерного общества "Артель старателей «Полюс», Красноярский край
9. 17 марта 1997 года, № 245 — Антонова, Ирина Александровна — директор Государственного музея изобразительных искусств имени А. С. Пушкина, город Москва
10. 25 марта 1997 года, № 261 — Зыкина, Людмила Георгиевна — художественный руководитель Государственного академического русского народного ансамбля «Россия», город Москва
11. 25 марта 1997 года, № 262 — Шатилов, Иван Семёнович — академик Российской академии сельскохозяйственных наук, профессор Московской сельскохозяйственной академии имени К. А. Тимирязева
12. 7 апреля 1997 года, № 302 — Ахмадулина, Изабелла Ахатовна — поэт, город Москва
13. 11 апреля 1997 года, № 342 — Калери, Александр Юрьевич — летчик-космонавт, бортинженер
14. 16 апреля 1997 года, № 376 — Вяльбе, Елена Валерьевна — спортсмен-инструктор сборной команды России по лыжным гонкам, Московская область
15. 21 апреля 1997 года, № 390 — Никольский, Борис Васильевич — первый заместитель премьера правительства Москвы
16. 26 апреля 1997 года, № 415 — Захаров, Марк Анатольевич — художественный руководитель Московского государственного театра «Ленком»
17. 12 мая 1997 года, № 469 — Гулько, Юрий Александрович — генеральный директор акционерного общества «Метровагонмаш», Московская область
18. 30 июня 1997 года, № 657 — Половников, Станислав Петрович — генеральный директор акционерного общества "Корпорация «Компомаш», город Москва
19. 30 июня 1997 года, № 657 — Романов, Юрий Александрович — заместитель научного руководителя, начальник отделения Российского федерального ядерного центра — Всероссийского научно-исследовательского института экспериментальной физики, Нижегородская область
20. 4 июля 1997 года, № 686 — Евтихиев, Николай Николаевич — академик Российской академии наук, ректор Московского государственного института радиотехники, электроники и автоматики (технического университета)
21. 21 июля 1997 года, № 758 — Галазий, Григорий Иванович — депутат Государственной думы Федерального собрания Российской Федерации, заместитель председателя Комитета Государственной думы по экологии
22. 11 сентября 1997 года, № 1001 — Кобзон, Иосиф Давыдович — президент акционерного общества «Московит», город Москва
23. 11 сентября 1997 года, № 1002 — Ефремов, Олег Николаевич — художественный руководитель Московского Художественного академического театра имени А. П. Чехова
24. 16 сентября 1997 года, № 1035 — Любимов, Юрий Петрович — художественный руководитель Московского театра на Таганке
25. 6 октября 1997 года, № 1092 — Поженян, Григорий Михайлович — писатель, город Москва
26. 6 октября 1997 года, № 1093 — Матвеев, Евгений Семёнович — кинорежиссер-постановщик ассоциации «Мосфильм», город Москва
27. 14 октября 1997 года, № 1120 — Карпов, Николай Иванович — глава города Сочи, Краснодарский край
28. 30 октября 1997 года, № 1145 — Солохин, Валентин Фёдорович — генеральный директор акционерного общества «Мостострой-11», Ханты-Мансийский автономный округ
29. 5 ноября 1997 года, № 1151 — Кербель, Лев Ефимович — вице-президент Российской академии художеств, город Москва
30. 7 ноября 1997 года, № 1156 — Аяцков, Дмитрий Фёдорович — губернатор, председатель правительства Саратовской области
31. 7 ноября 1997 года, № 1160 — Шипунов, Аркадий Георгиевич — генеральный конструктор и начальник Государственного предприятия «Конструкторское бюро приборостроения», Тульская область
32. 17 ноября 1997 года, № 1237 — Бреховских, Леонид Максимович — академик, советник Российской академии наук
33. 31 декабря 1997 года, № 1390 — Гончаров, Андрей Александрович — художественный руководитель Московского академического театра имени Вл. Маяковского

## Кавалеры ордена IV степени
1. 6 января 1997 года, № 1 — Колесов, Анатолий Иванович — заслуженный мастер спорта, руководитель спортивной делегации России на Играх XXVI летней Олимпиады, город Москва
2. 22 января 1997 года, № 34 — Машбашев (Машбаш), Исхак Шумафович — писатель, Республика Адыгея
3. 29 января 1997 года, № 63 — Белаковский, Самуил Маркович — врач-консультант врачебно-спортивного диспансера Центрального спортивного клуба армии, город Москва
4. 20 февраля 1997 года, № 110 — Дубовицкий, Фёдор Иванович — член-корреспондент Российской академии наук, советник при дирекции Института химической физики, Московская область
5. 28 февраля 1997 года, № 137 — Стрелков, Ростислав Борисович — доктор медицинских наук, профессор, главный научный сотрудник Центра профилактической гипоксии, город Москва
6. 12 марта 1997 года, № 218 — Дубинин, Владимир Феофанович — генеральный директор Государственного геологического предприятия «Иркутскгеология»
7. 12 марта 1997 года, № 219 — Каманин, Евгений Иванович — главный врач Смоленской областной клинической больницы
8. 17 марта 1997 года, № 245 — Аксёнова, Алиса Ивановна — генеральный директор Государственного объединённого Владимиро-Суздальского историко-архитектурного и художественного музея-заповедника, Владимирская область
9. 17 марта 1997 года, № 245 — Родимцева, Ирина Александровна — директор Государственного историко-культурного музея-заповедника «Московский Кремль»
10. 25 марта 1997 года, № 262 — Гудилин, Иван Иванович — профессор Новосибирского государственного аграрного университета
11. 25 марта 1997 года, № 262 — Кобцев, Михаил Фёдорович — заведующий кафедрой Новосибирского государственного аграрного университета
12. 25 марта 1997 года, № 262 — Неумывакин, Юрий Кириллович — ректор Государственного университета по землеустройству, город Москва
13. 9 апреля 1997 года, № 312 — Бирюков, Геннадий Павлович — генеральный директор, генеральный конструктор Конструкторского бюро транспортного машиностроения, город Москва
14. 9 апреля 1997 года, № 321 — Гардымов, Герман Петрович — генеральный директор Государственного предприятия «Ленинградский Северный завод», город Санкт-Петербург
15. 9 апреля 1997 года, № 321 — Иводитов, Альберт Николаевич — президент акционерного общества по сотрудничеству в области металлургии «АСМЕТ», город Москва
16. 9 апреля 1997 года, № 321 — Камалов, Ханиф Салихович — генеральный директор акционерного общества «Миннибаевский газоперерабатывающий завод», Республика Татарстан
17. 9 апреля 1997 года, № 321 — Кузнецов, Виктор Иванович — генеральный директор акционерного общества «Концерн Кузбассразрезуголь», Кемеровская область
18. 9 апреля 1997 года, № 321 — Мациенко, Николай Павлович — начальник участка акционерного общества «Шахта „Комсомолец“» акционерного общества «Ленинскуголь», Кемеровская область
19. 9 апреля 1997 года, № 321 — Чураев, Владимир Михайлович — технический директор акционерного общества «ГАЗ», Нижегородская область
20. 9 апреля 1997 года, № 323 — Наролин, Михаил Тихонович — глава администрации Липецкой области
21. 11 апреля 1997 года, № 342 — Волк, Игорь Петрович — начальник Лётно-испытательного центра, заместитель начальника Лётно-исследовательского института имени М. М. Громова, Московская область
22. 16 апреля 1997 года, № 358 — Казаров, Семён Арменакович — президент акционерного общества энергетики и электрификации «Ленэнерго», город Санкт-Петербург
23. 16 апреля 1997 года, № 358 — Лозино-Лозинский, Глеб Евгеньевич — генеральный конструктор акционерного общества "Научно-производственное объединение «Молния», город Москва
24. 16 апреля 1997 года, № 379 — Кулаков, Владимир Иванович — директор Научного центра акушерства, гинекологии и перинатологии, город Москва
25. 16 апреля 1997 года, № 379 — Челышев, Евгений Петрович — академик-секретарь отделения литературы и языка Российской академии наук
26. 21 апреля 1997 года, № 400 — Самойлов, Евгений Валерианович — артист Государственного академического Малого театра России, город Москва
27. 4 мая 1997 года, № 446 — Шмаринов, Дементий Алексеевич — художник, советник президиума Российской академии художеств, город Москва
28. 12 мая 1997 года, № 472 — Ветчинин, Николай Васильевич — начальник Московского управления лесами
29. 12 мая 1997 года, № 472 — Федермессер, Виталий Александрович — генеральный директор акционерного общества «Кондопога», Республика Карелия
30. 26 мая 1997 года, № 526 — Зацепин, Георгий Тимофеевич — академик Российской академии наук, заведующий отделом Института ядерных исследований, город Москва
31. 30 мая 1997 года, № 539 — Мерденов, Юрий Петрович — руководитель аттракциона «Кубанские казаки» Российской государственной цирковой компании
32. 30 мая 1997 года, № 539 — Островой, Сергей Григорьевич — писатель, город Москва
33. 30 мая 1997 года, № 539 — Плетнёв, Михаил Васильевич — художественный руководитель Российского Национального симфонического оркестра под руководством М.Плетнёва, город Москва
34. 14 июня 1997 года, № 598 — старший лейтенант Гаврылюк, Нина Васильевна — старший тренер спортивной команды управления Северо-Западного пограничного округа ФПС России
35. 14 июня 1997 года, № 600 — Григорьев, Иван Васильевич — директор акционерного общества «Племзавод „Россия“» Сосновского района Челябинской области
36. 14 июня 1997 года, № 604 — Девятков, Николай Дмитриевич — советник при дирекции Государственного научно-производственного предприятия «Исток», Московская область
37. 17 июня 1997 года, № 617 — Гаудасинский, Станислав Леонович — художественный руководитель Санкт-Петербургского академического театра оперы и балета имени М. П. Мусоргского
38. 18 июня 1997 года, № 620 — Аптекарь, Семён Ильич — генеральный директор акционерного общества «Судостроительно-судоремонтный завод имени III Интернационала», Астраханская область
39. 18 июня 1997 года, № 624 — Кутафин, Олег Емельянович — ректор Московской государственной юридической академии
40. 18 июня 1997 года, № 625 — Кулагин, Владимир Константинович — генеральный директор производственного объединения «Теплоконтроль», Республика Татарстан
41. 30 июня 1997 года, № 657 — Цахилов, Захар Сосланбекович — президент, генеральный директор акционерного общества «Черкесское ордена Трудового Красного Знамени химическое производственное объединение», Карачаево-Черкесская Республика
42. 3 июля 1997 года, № 675 — Никулин, Александр Васильевич — глава города Подольска Московской области
43. 4 июля 1997 года, № 683 — Павленко, Виктор Павлович — директор государственного племенного завода «Масловский» Новоусманского района Воронежской области
44. 4 июля 1997 года, № 683 — Сумароков, Илья Алексеевич — директор товарищества «Свинокомплекс» Усольского района Иркутской области
45. 19 июля 1997 года, № 736 — Макаров, Валерий Леонидович — академик, директор Центрального экономико-математического института, город Москва
46. 20 июля 1997 года, № 743 — Климов, Валентин Тихонович — генеральный директор акционерного общества «Авиационный научно-технический комплекс имени А. Н. Туполева», город Москва
47. 21 июля 1997 года, № 762 — Мананников, Виктор Иванович — генеральный директор акционерного общества «Мособлремстрой», Московская область
48. 29 июля 1997 года, № 794 — Войцицкий, Эдуард Павлович — директор департамента административных органов губернатора и правительства Свердловской области
49. 29 июля 1997 года, № 794 — Федоренко, Николай Прокофьевич — академик Российской академии наук
50. 29 июля 1997 года, № 795 — Артынова, Лариса Леонидовна — директор Академического музыкального училища и детской музыкальной школы при Московской государственной консерватории имени П. И. Чайковского
51. 29 июля 1997 года, № 795 — Исмагилов, Загир Гарипович — композитор, Республика Башкортостан
52. 29 июля 1997 года, № 795 — Мякушков, Валентин Афанасьевич — журналист, город Москва
53. 29 июля 1997 года, № 795 — Петров, Николай Арнольдович — солист Московской государственной филармонии
54. 30 июля 1997 года, № 808 — Пьеха, Эдита Станиславовна — солистка Государственного концертно-филармонического учреждения «Петербург-концерт», город Санкт-Петербург
55. 2 августа 1997 года, № 818 — Гусев, Станислав Дмитриевич — художественный руководитель и главный дирижёр Государственной академической хоровой капеллы России имени А. А. Юрлова, город Москва
56. 2 августа 1997 года, № 819 — Драгилев, Владимир Абрамович — генеральный директор акционерного общества «Центрсельэлектросетьстрой», Тульская область
57. 2 августа 1997 года, № 819 — Мясников, Гелий Николаевич — генеральный директор акционерного общества «Находкинский морской торговый порт», Приморский край
58. 2 августа 1997 года, № 819 — Педан, Николай Гаврилович — председатель Национального банка Республики Адыгея
59. 6 августа 1997 года, № 830 — Ведерников, Владимир Фёдорович — глава администрации Ишимского района Тюменской области
60. 6 августа 1997 года, № 830 — Володин, Николай Андреевич — председатель Орловской областной думы
61. 6 августа 1997 года, № 830 — Старцев, Юрий Тимофеевич — глава администрации Исетского района Тюменской области
62. 6 августа 1997 года, № 830 — Фуфаев, Валентин Александрович — президент акционерного общества «Коксохиммонтаж», город Москва
63. 6 августа 1997 года, № 830 — Ширыкалов, Александр Алексеевич — генеральный директор акционерного общества «Заречный», Свердловская область
64. 20 августа 1997 года, № 902 — Михалков (Кончаловский), Андрей Сергеевич — кинорежиссёр
65. 25 августа 1997 года, № 926 — Серебряников, Нестор Иванович — генеральный директор акционерного общества энергетики и электрификации «Мосэнерго», город Москва
66. 25 августа 1997 года, № 937 — Аедоницкий, Павел Кузьмич — композитор, город Москва
67. 25 августа 1997 года, № 937 — Крайнев, Владимир Всеволодович — солист Московской государственной академической филармонии
68. 25 августа 1997 года, № 937 — Кулакова, Галина Алексеевна — тренер-консультант Государственного комитета Удмуртской Республики по физической культуре и спорту
69. 25 августа 1997 года, № 937 — Мешко, Нина Константиновна — художественный руководитель Государственного академического Северного русского народного хора, Архангельская область
70. 25 августа 1997 года, № 937 — Минин, Владимир Николаевич — художественный руководитель Московского государственного академического камерного хора
71. 25 августа 1997 года, № 939 — Броневой, Леонид Сергеевич — артист Московского государственного театра «Ленком»
72. 25 августа 1997 года, № 939 — Чурикова, Инна Михайловна — артистка Московского государственного театра «Ленком»
73. 4 сентября 1997 года, № 988 — Колосков, Вячеслав Иванович — президент Российского футбольного союза, город Москва
74. 4 сентября 1997 года, № 988 — Николаев, Валентин Александрович — заслуженный мастер спорта, заслуженный тренер, член комитета ветеранов Российского футбольного союза, город Москва
75. 6 сентября 1997 года, № 994 — Шилов, Александр Максович — художник, город Москва
76. 15 сентября 1997 года, № 1030 — Григорьев, Юрий Пантелеймонович — первый заместитель председателя Комитета по архитектуре и градостроительству города Москвы, директор Московского научно-исследовательского и проектного института типологии, экспериментального проектирования
77. 6 октября 1997 года, № 1091 — Астаулов, Виктор Григорьевич — генеральный директор акционерного общества «Завод Мосметаллоконструкция»
78. 6 октября 1997 года, № 1091 — Бехтиев, Виктор Михайлович — управляющий трестом «Мосжилстрой»
79. 6 октября 1997 года, № 1091 — Ищенко, Иван Сергеевич — начальник объединения административно-технических инспекций правительства Москвы
80. 6 октября 1997 года, № 1091 — Королёв, Юрий Васильевич — заместитель главы, министр сельского хозяйства, мясо-молочной и пищевой промышленности администрации Московской области
81. 14 октября 1997 года, № 1124 — Богданов, Владимир Леонидович — генеральный директор акционерного общества «Сургутнефтегаз», Ханты-Мансийский автономный округ
82. 14 октября 1997 года, № 1124 — Макаров, Олег Николаевич — первый вице-президент акционерного общества корпорации «Трансстрой», город Москва
83. 24 октября 1997 года, № 1134 — Макаров, Игорь Михайлович — советник Российской академии наук
84. 7 ноября 1997 года, № 1187 — Богомолов, Олег Тимофеевич — академик, директор Института международных экономических и политических исследований, город Москва
85. 7 ноября 1997 года, № 1187 — Иванов, Вадим Тихонович — академик, директор Института биоорганической химии имени М. М. Шемякина и Ю. А. Овчинникова, город Москва
86. 7 ноября 1997 года, № 1187 — Кожиев, Бештау Канаматович — генеральный директор акционерного общества «Севосетинэлектросвязь», Республика Северная Осетия — Алания
87. 7 ноября 1997 года, № 1187 — Солодников, Николай Михайлович — генеральный директор акционерного общества «Мособлавтотранс»
88. 7 ноября 1997 года, № 1189 — Грачёва, Галина Петровна — директор государственного племенного завода «Свердловский» Сысертского района Свердловской области
89. 7 ноября 1997 года, № 1189 — Клочко, Николай Никитич — президент акционерного общества «Агрофирма Абрау-Дюрсо», Краснодарский край
90. 7 ноября 1997 года, № 1196 — Менглет, Георгий Павлович — артист Московского академического театра сатиры
91. 7 ноября 1997 года, № 1197 — Крымский, Гермоген Филиппович — академик, главный научный сотрудник Института космофизических исследований и аэрономии
92. 7 ноября 1997 года, № 1197 — Ларионов, Владимир Петрович — академик, председатель президиума Якутского научного центра
93. 14 ноября 1997 года, № 1222 — Бугаков, Юрий Фёдорович — председатель акционерного общества "Племзавод «Ирмень» Ордынского района Новосибирской области
94. 14 ноября 1997 года, № 1222 — Величко, Нина Ивановна — доярка акционерного сельскохозяйственного общества «Воля» Каневского района Краснодарского края
95. 14 ноября 1997 года, № 1222 — Гараев, Хамит Гараевич — руководитель сельскохозяйственного производственного кооператива «Якты юл» Балтасинского района Республики Татарстан
96. 14 ноября 1997 года, № 1222 — Гарин, Виталий Серафимович — директор акционерного общества «Макеево» Зарайского района Московской области
97. 14 ноября 1997 года, № 1222 — Завгородний, Анатолий Андреевич — председатель сельскохозяйственного кооператива «За мир и труд» Павловского района Краснодарского края
98. 14 ноября 1997 года, № 1222 — Киченко, Николай Павлович — главный инженер акционерного общества «Ключевское» Беляевского района Оренбургской области
99. 14 ноября 1997 года, № 1222 — Левин, Алексей Яковлевич — председатель колхоза имени Ленина Алексеевского района Республики Татарстан
100. 14 ноября 1997 года, № 1222 — Пономарёв, Виктор Григорьевич — председатель акционерного общества «Нива» Бутурлиновского района Воронежской области
101. 14 ноября 1997 года, № 1222 — Пономарёв, Николай Васильевич — председатель коллективного хозяйства имени Кирова Октябрьского района Волгоградской области
102. 14 ноября 1997 года, № 1222 — Татарин, Михаил Васильевич — генеральный директор агроплемкомбината «Мир» Ковернинского района Нижегородской области
103. 14 ноября 1997 года, № 1222 — Щербак, Владимир Николаевич — первый заместитель министра сельского хозяйства и продовольствия Российской Федерации
104. 14 ноября 1997 года, № 1223 — Дворкин, Борис Заямович — первый заместитель председателя правительства Саратовской области
105. 14 ноября 1997 года, № 1223 — Медведев, Николай Владимирович — директор акционерного общества «Нитрон-Агро» Саратовского района Саратовской области
106. 14 ноября 1997 года, № 1223 — Санталов, Владимир Николаевич — директор государственного предприятия «Михайловская птицефабрика» Татищевского района Саратовской области
107. 18 ноября 1997 года, № 1239 — Васильев, Фёдор Степанович — председатель крестьянского хозяйства «Доброволец» Смоленского района Смоленской области
108. 18 ноября 1997 года, № 1239 — Денисенков, Иван Антонович — председатель акционерного общества «Племзавод Радищева» Гагаринского района Смоленской области
109. 19 ноября 1997 года, № 1240 — Ершова, Вера Александровна — артистка Самарского государственного академического театра драмы имени М.Горького
110. 19 ноября 1997 года, № 1240 — Костюк, Леонид Леонидович — художественный руководитель и генеральный директор Большого Московского государственного цирка на проспекте Вернадского
111. 19 ноября 1997 года, № 1240 — Курнаков, Андрей Ильич — профессор кафедры изобразительного искусства Орловского государственного университета
112. 15 декабря 1997 года, № 1282 — Наумов, Владимир Наумович — кинорежиссёр-постановщик ассоциации «Мосфильм», город Москва
113. 16 декабря 1997 года, № 1292 — Вакуленко, Анатолий Филиппович — заместитель генерального конструктора акционерного общества «Камов», Московская область
114. 16 декабря 1997 года, № 1292 — Калмыков, Юрий Павлович — первый заместитель начальника Государственного научного центра Российской Федерации Лётно-исследовательского института имени М. М. Громова, Московская область
115. 16 декабря 1997 года, № 1292 — Касьяников, Вениамин Алексеевич — заместитель генерального конструктора акционерного общества «Камов», Московская область
116. 16 декабря 1997 года, № 1293 — Измеров, Николай Федотович — директор Научно-исследовательского института медицины труда, город Москва
117. 18 декабря 1997 года, № 1321 — Свистунов, Николай Иванович — заместитель главы администрации Московской области, министр внешнеэкономических связей Московской области
118. 18 декабря 1997 года, № 1341 — Артёмов, Николай Степанович — генеральный директор Тамбовского акционерного общества "Завод «Комсомолец»
119. 18 декабря 1997 года, № 1341 — Баранов, Станислав Александрович — генеральный директор акционерного общества «Мосмонтажспецстрой», город Москва
120. 18 декабря 1997 года, № 1343 — Ошанин, Олег Владимирович — начальник отделения акционерного общества «Радиотехнический институт имени академика А. Л. Минца», город Москва
121. 18 декабря 1997 года, № 1343 — Пантелеев, Валентин Фёдорович — начальник отдела акционерного общества «РТИ-Радиокомплекс», город Москва
122. 31 декабря 1997 года, № 1382 — Жеребцов, Гелий Александрович — директор Института солнечно-земной физики Сибирского отделения Российской академии наук, Иркутская область
123. 31 декабря 1997 года, № 1382 — Матросов, Виктор Леонидович — ректор Московского педагогического государственного университета
124. 31 декабря 1997 года, № 1382 — Пирузян, Лев Арамович — заведующий отделом Института химической физики имени Н. Н. Семенова, город Москва
125. 31 декабря 1997 года, № 1382 — Щелкачёв, Владимир Николаевич — профессор Государственной академии нефти и газа имени И. М. Губкина, город Москва
126. 31 декабря 1997 года, № 1383 — Лукашин, Андрей Иванович — директор Краснокамской бумажной фабрики Гознака, Пермская область
127. 31 декабря 1997 года, № 1384 — Баранов, Алексей Иванович — председатель сельскохозяйственного производственного кооператива «Тепличный», город Липецк
128. 31 декабря 1997 года, № 1384 — Верещагин, Владимир Прокопьевич — председатель правления колхоза «Русь» Шатровского района Курганской области